# شیرود
شیرود یکی از شهرهای استان مازندران است که در بخش مرکزی شهرستان تنکابن واقع شده‌است. این شهر معروف به پایتخت ماهی سفید ایران است.

## محدوده جغرافیایی و تقسیمات
شیرود از سمت غرب به شهر کتالم و سادات شهر و از سمت شرق به شهر تنکابن متصل است. به استناد قانون تعاریف و ضوابط تقسیمات کشوری و بنابر پیشنهاد وزارت کشور در شهریور ۱۳۸۶ و با تصویب وزیران عضو کمیسیون سیاسی ـ دفاعی در خرداد ۱۳۸۷، روستای «شیرود» با تجمیع روستاهای «واچک»، «مجتمع فرهنگیان»، «برامسر»، «رمج محله»، «کچانک»، «لپاسر»، «کاسه‌گرمحله»، «شاغوزکله»، «بالا شیرود»، «محمدآباد»، «تمی‌جانک»، «خزر کنار»، «میاندج محله»، «رشیدیه»، «زروج محله»، «لشتو»، «همت‌آباد» و «شریف‌آباد» از توابع دهستان گلیجان بخش مرکزی شهرستان تنکابن استان مازندران، شهر شیرود تشکیل گردید.
از مکانهای دیدنی شهر شیرود می‌توان به امامزاده آقا سید حسین شیرود، آبشار جلیسان تودارک، پل قدیمی شیرود و … اشاره کرد.

## مردم

### زبان
مردم شیرود به زبان‌های مازندرانی سخن می‌گویند.
در واژه‌نامه بزرگ تبری، لهجه منطقه شیرود جزء گویش تنکابن مرکزی از زبان مازندرانی قرار گرفته است. طبق این واژه‌نامه لهجه‌های گویش تنکابن مرکزی شامل: دوهزاری، سه‌هزاری، خرم‌آبادی، گلیجانی و چالکش می‌باشد.

### جمعیت شناسی
جمعیت شهر شیرود بر اساس سرشماری مرکز آمار ایران در سال ۱۳۹۵ برابر با ۱۱٫۳۷۷ نفر (۳۸۵۱ خانوار) بوده است.

### افراد مشهور

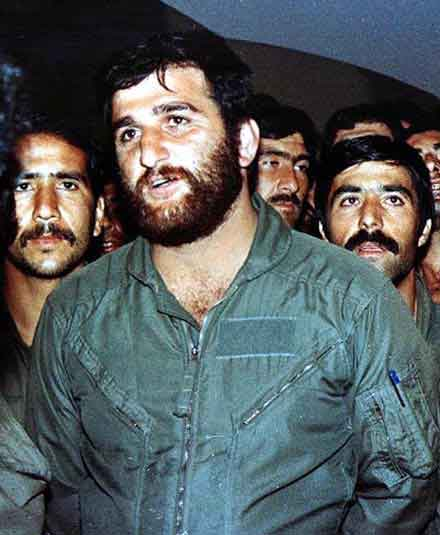
علی اکبر شیرودی

- علی‌اکبر شیرودی ← خلبان جنگی
- سعید شیرود قربانی ← والیبالیست

## اماکن دیدنی و مذهبی

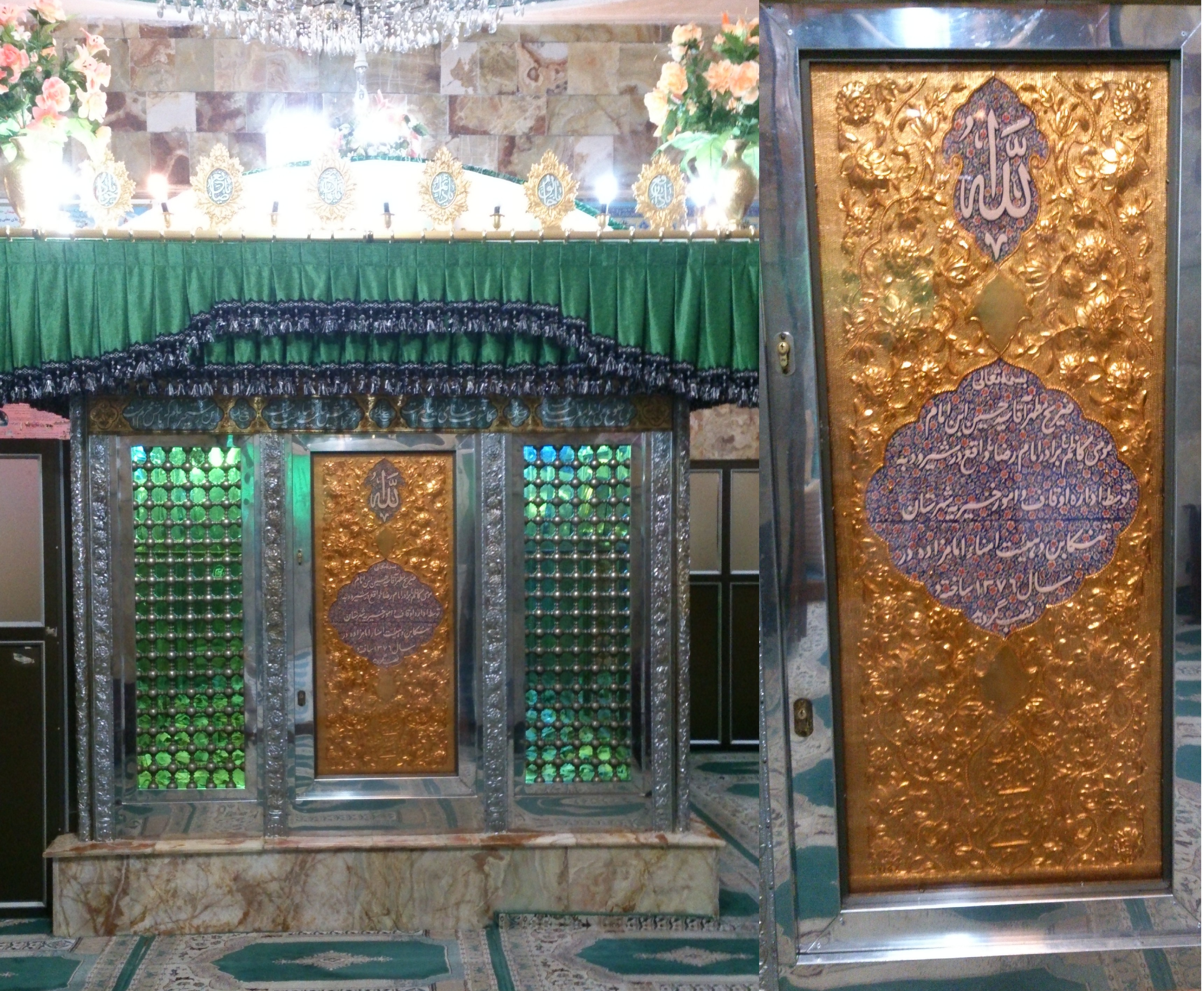
امامزاده سید حسین بن موسی الکاظم شیرود

- بقعه سیدحسین بن موسی الکاظم در شیرود (برادر رضا)
- آبشار تودارک
- پل قدیمی شیرود
- ساحل آزاد شیرود